# Debates para as eleições presidenciais portuguesas de 2006
A temporada de debates para as eleições presidenciais portuguesas de 2006 consistiram numa série de debates que foram realizados entre 5 de dezembro de 2005 e 20 de dezembro de 2005 entre os candidatos à presidência da república de Portugal em 2006: o economista e professor universitário Aníbal Cavaco Silva (apoiado pelo PPD/PSD e pelo CDS-PP), o escritor e político Manuel Alegre (candidato independente), o líder histórico do PS e ex primeiro-ministro Mario Soares (apoiado pelo PS), o operário metalúrgico e o secretário-geral do PCP e da CDU Jerónimo de Sousa (apoiado pelo PCP e pelo PEV) e o economista o porta-voz do Bloco de Esquerda Francisco Louçã (apoiado por esse mesmo partido).

## Cronologia
Os debates para as eleições presidenciais 2006 foras transmitidas pelos três canais generalistas, RTP1, SIC, TVI.

### Intervenientes
- Aníbal Cavaco Silva (PPD/PSD, CDS-PP)
- Manuel Alegre (Candidato independente)
- Mário Soares (PS)
- Jerónimo de Sousa (PCP, PEV)
- Francisco Louçã (B.E.)

| Data                   | Intervenientes                            | Moderador(es)                               | Canal | Hiperligações |
| ---------------------- | ----------------------------------------- | ------------------------------------------- | ----- | ------------- |
| 5 de dezembro de 2005  | Aníbal Cavaco Silva vs. Manuel Alegre     | Rodrigo Guedes de Carvalho e Ricardo Costa  | SIC   | Vídeo         |
| 8 de dezembro de 2005  | Mário Soares vs. Jerónimo de Sousa        |                                             | RTP1  |               |
| 9 de dezembro de 2005  | Aníbal Cavaco Silva vs. Francisco Louçã   | Constança Cunha e Sá e Miguel Sousa Tavares | TVI   |               |
| 12 de dezembro de 2005 | Manuel Alegre vs. Francisco Louçã         |                                             | RTP1  |               |
| 13 de dezembro de 2005 | Manuel Alegre vs. Mário Soares            |                                             | TVI   |               |
| 14 de dezembro de 2005 | Jerónimo de Sousa vs. Aníbal Cavaco Silva | Rodrigo Guedes de Carvalho e Ricardo Costa  | SIC   |               |
| 15 de dezembro de 2005 | Jerónimo de Sousa vs. Francisco Louçã     | Judite de Sousa e José Alberto Carvalho     | RTP1  |               |
| 16 de dezembro de 2005 | Mário Soares vs. Francisco Louçã          |                                             | SIC   |               |
| 19 de dezembro de 2005 | Jerónimo de Sousa vs. Manuel Alegre       |                                             | TVI   |               |
| 20 de dezembro de 2005 | Mário Soares vs. Aníbal Cavaco Silva      |                                             | RTP1  |               |